# Halti
Halti je fjel na meji med Norveško in Finsko. Vrh, ki se imenuje Ráisduattarháldi, je na višini 1365 m (norveška stran). Najvišja točka na finski strani je vrh Halti s 1324 m nadmorske višine in s tem najvišja točka v državi.
Razlog za takšno mejo je mogoče najti v švedsko-danski mejni pogodbi iz leta 1734, ko je Norveška pripadala Danski, Finska pa je bila del Švedske. Pogodba določa mejo le na največjih naravnih značilnostih, kot so gore. Tako so mednarodne mejne komisije prehodile mejo in postavile mejne oznake tam, kjer je to potrebno. Dejanska meja je bila nato dogovorjena, da leži na ravni črti med tema oznakama, kot je bila takrat običajna praksa.
55 km dolga pohodniška pot vodi od Saane, Kilpisjärvi na Halti. Lažja pot poteka po lokalni cesti (odprta le poleti), ki vodi od Birtavarre na Norveškem, približno 6 km do najvišje točke na Finskem. Pot je kamnita in premalo prilagojena za pohodništvo.

## Predlagana sprememba meje
Leta 2015 je skupina Norvežanov začela kampanjo za podelitev vrha Hálditšohkka Finski ob njegovi stoletnici leta 2017 s premikanjem meje med državama za 200 m. Zamisel je pridobila veliko javno podporo v obeh državah in julija 2016 so poročali, da je norveška premierka Erna Solberg resno razmišljala o odstopu vrha. Norveška se je nazadnje odločila, da meje ne bo premaknila, pri čemer se je sklicevala na definicijo države v norveški ustavi kot »nedeljivo in neodtujljivo« kraljestvo.